# Almirante Sur
Almirante Sur es un barrio ubicado en el municipio de Vega Baja en el estado libre asociado  de Puerto Rico. En el Censo de 2010 tenía una población de 3115 habitantes y una densidad poblacional de 257,82 personas por km².

## Geografía
Almirante Sur se encuentra ubicado en las coordenadas 18°22′34″N 66°22′56″O / 18.37611, -66.38222. Según la Oficina del Censo de los Estados Unidos, Almirante Sur tiene una superficie total de 12.08 km², de la cual 12.08 km² corresponden a tierra firme y (0.04%) 0.01 km² es agua.

## Demografía
Según el censo de 2010, había 3115 personas residiendo en Almirante Sur. La densidad de población era de 257,82 hab./km². De los 3115 habitantes, Almirante Sur estaba compuesto por el 81.22% blancos, el 7.93% eran afroamericanos, el 0.64% eran amerindios, el 0.03% eran asiáticos, el 8.54% eran de otras razas y el 1.64% pertenecían a dos o más razas. Del total de la población el 99.42% eran hispanos o latinos de cualquier raza.